# Чарнолози
Чарнолози (пол. Czarnołozy) — село в Польщі, у гміні Войславичі Холмського повіту Люблінського воєводства. Населення — 101 особа (2011).

## Історія
За даними етнографічної експедиції 1869—1870 років під керівництвом Павла Чубинського, у селі здебільшого проживали римо-католики, проте населення переважно розмовляло українською мовою.
У 1975—1998 роках село належало до Холмського воєводства.

## Демографія
Демографічна структура станом на 31 березня 2011 року:
|          | Загалом | Допрацездатний вік | Працездатний вік | Постпрацездатний вік |
| -------- | ------- | ------------------ | ---------------- | -------------------- |
| Чоловіки | 52      | 11                 | 34               | 7                    |
| Жінки    | 49      | 7                  | 26               | 16                   |
| Разом    | 101     | 18                 | 60               | 23                   |